# 班菲·米克洛斯
班菲·米克洛斯（匈牙利語：Bánffy Miklós，1873年12月30日—1950年6月5日），匈牙利作家、政治人物，出身外西凡尼亞的匈牙利貴族世家，曾任匈牙利外交部長，代表作是『外西凡尼亞三部曲』（The Transylvanian Trilogy，台譯『奧匈帝國命運三部曲』）。

## 著作一覽
- 外西凡尼亞三部曲（奧匈帝國命運三部曲）

## 外部連結
- Bánffy at Hunlit （页面存档备份，存于）